# Joseph LoDuca
Joseph LoDuca (* 1958 in Detroit, Michigan) ist ein US-amerikanischer Fernseh- und Filmkomponist. Er ist vor allem bekannt für die Titelmelodien der Fernsehserien Hercules und Xena.

## Leben
Bis Joseph LoDuca 1979 von Sam Raimi für Tanz der Teufel als Komponist engagiert wurde, war er Jazz-Gitarrist. Danach arbeitet er als Komponist für Filme und Fernsehserien weiter. Oft arbeitet er dabei mit Sam Raimi zusammen, der hier vor allem als Produzent von diversen Fernsehserien wirkt. Sein Schaffen umfasst mehr als 100 Film- und Fernsehproduktionen.
Joseph LoDuca wurde acht Mal für den Emmy nominiert und hat ihn zweimal gewonnen (2000 für die Xena-Episode Gefallene Engel, 2009 für Legend of the Seeker – Das Schwert der Wahrheit). Zwischen 1997 und 2001 hat er 5 ASCAP-Awards gewonnen. Zudem war er 2002 für einen César in der Kategorie „Beste Filmmusik“ für Pakt der Wölfe nominiert.

## Filmografie (Auswahl)
Filme
- 1981: Tanz der Teufel (The Evil Dead)
- 1987: Tanz der Teufel II – Jetzt wird noch mehr getanzt (Evil Dead II – Dead by Dawn)
- 1988: Stadt des Grauens (The Carrier)
- 1989: Moontrap
- 1993: Armee der Finsternis (Army of Darkness)
- 1994: Hercules und das Amazonenheer (Hercules and the Amazon Women, Fernsehfilm)
- 1994: Hercules und das vergessene Königreich (Hercules and the Lost Kingdom, Fernsehfilm)
- 1994: Hercules und der flammende Ring (Hercules and the Circle of Fire, Fernsehfilm)
- 1994: Hercules im Reich der toten Götter (Hercules in the Underworld, Fernsehfilm)
- 1994: Hercules im Labyrinth des Minotaurus (Hercules in the Maze of the Minotaur, Fernsehfilm)
- 1997: Running Time
- 2001: Pakt der Wölfe (Le Pacte des loups)
- 2004: The Quest – Jagd nach dem Speer des Schicksals (The Librarian – Quest for the Spear)
- 2005: Alien Apocalypse
- 2005: Boogeyman – Der schwarze Mann (Boogeyman)
- 2005: God’s Army IV – Die Offenbarung (The Prophecy: Uprising)
- 2005: God’s Army V – Die Apokalypse (The Prophecy: Forsaken)
- 2006: The Quest – Das Geheimnis der Königskammer (The Librarian – Return to King Solomon’s Mines)
- 2007: The Messengers
- 2007: My Name Is Bruce
- 2007: Boogeyman 2 – Wenn die Nacht Dein Feind wird (Boogeyman 2)
- 2008: Boogeyman 3
- 2008: The Quest – Der Fluch des Judaskelch (The Librarian – The Curse of the Judas Chalice)
- 2008: The Burrowers – Das Böse unter der Erde (The Burrowers)
- 2012: Soldiers of Fortune
- 2013: Curse of Chucky
- 2014: 10.000 Days (10,000 Days)
- 2014: Weg mit der Ex (Burying the Ex)
- 2015: Pay the Ghost
- 2017: Cult of Chucky
- 2018: Bad Samaritan – Im Visier des Killers (Bad Samaritan)

Fernsehserien
- 1994: M.A.N.T.I.S.
- 1995–1999: Hercules
- 1995–2001: Xena – Die Kriegerprinzessin (Xena: Warrior Princess)
- 1998–1999: Young Hercules
- 2000–2001: Cleopatra 2525
- 2002–20023: He-Man and the Masters of the Universe
- 2005: Bermuda Dreieck – Tor zu einer anderen Zeit (The Triangle, Miniserie)
- 2008–2012: Leverage
- 2008–2010: Legend of the Seeker – Das Schwert der Wahrheit (Legend of the Seeker)
- 2010–2013: Spartacus
- 2011: Spartacus: Gods of the Arena (Miniserie)
- 2014–: The Quest – Die Serie (The Librarians)
- 2015–2016: Ash vs Evil Dead
- 2021–2024: Chucky